# Tomba François
La tomba François di Vulci è una sepoltura etrusca, generalmente ritenuta una delle più importanti testimonianze a noi giunte dell'arte, e in particolare della pittura, di quel popolo.

## Storia

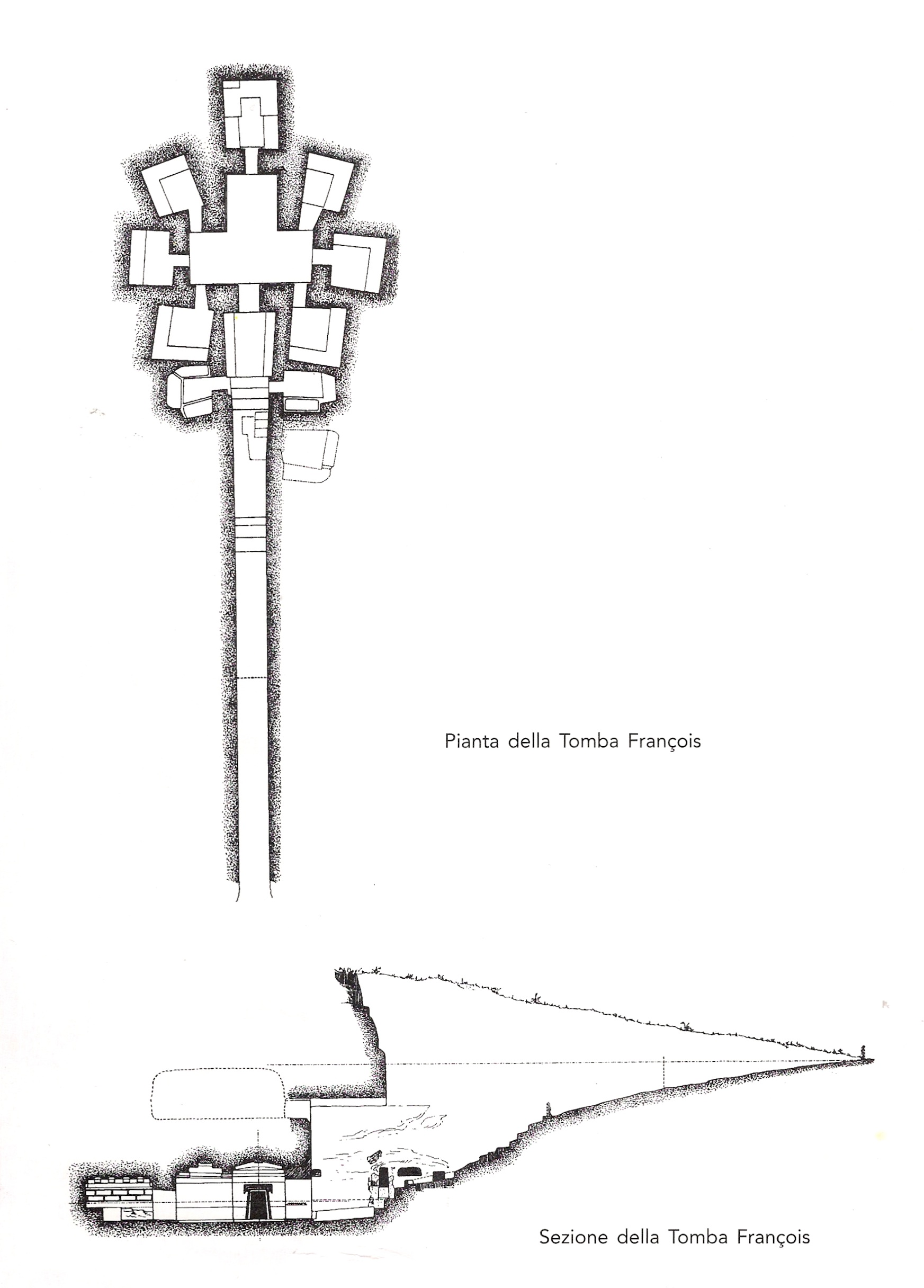
Pianta della tomba

La tomba risale al IV secolo a.C.; in particolare ne è stata proposta la datazione tra il 340 e il 330 a.C. Il sepolcro apparteneva ai Saties, una delle più importanti famiglie aristocratiche di Vulci.
Secoli dopo la tomba fu riscoperta durante scavi nella necropoli di Ponte Rotto nell'aprile 1857 per opera di Alessandro François, archeologo e commissario regio di guerra e marina del Granducato di Toscana, a cui fu intitolata.
Il ciclo di affreschi che ne costituiva la decorazione fu staccato dalle pareti e suddiviso in pannelli per ordine del principe Alessandro Torlonia, quindi trasportato nel 1863 presso Villa Albani a Roma, ove tuttora si trova.
La tomba è visitabile rivolgendosi presso la biglietteria del Parco naturalistico ed archeologico di Vulci, mentre il ciclo pittorico resta tuttora in proprietà privata degli eredi Torlonia e visibile solo in rare occasioni di mostre temporanee.
La ricostruzione della Tomba e degli affreschi originali, il tutto a grandezza naturale, lo si può visitare a Canino presso il museo della Ricerca Archeologica di Vulci situato nell'ex convento di San Francesco, per visite è possibile contattare il Comune di Canino, ufficio cultura.

## Architettura
È formata da sette camere raccolte attorno a un atrio e ad un tablino, in un ipogeo scavato nella siltite.

### Ciclo pittorico
La tomba François è soprattutto nota per il ciclo di affreschi che la decorava; esso univa temi tratti dalla mitologia greca (in particolare dal ciclo troiano e dal ciclo tebano) a temi di storia eroica locale, in un contesto sostanzialmente anti-romano. Le scene sono raffrontate tra loro con intenti analogici, per esprimere il concetto di vendetta e riscatto. Gli affreschi paiono riferirsi soprattutto alle guerre tra etruschi e romani, rappresentando questi ultimi in maniera negativa, ma anche a lotte tra le varie città etrusche.

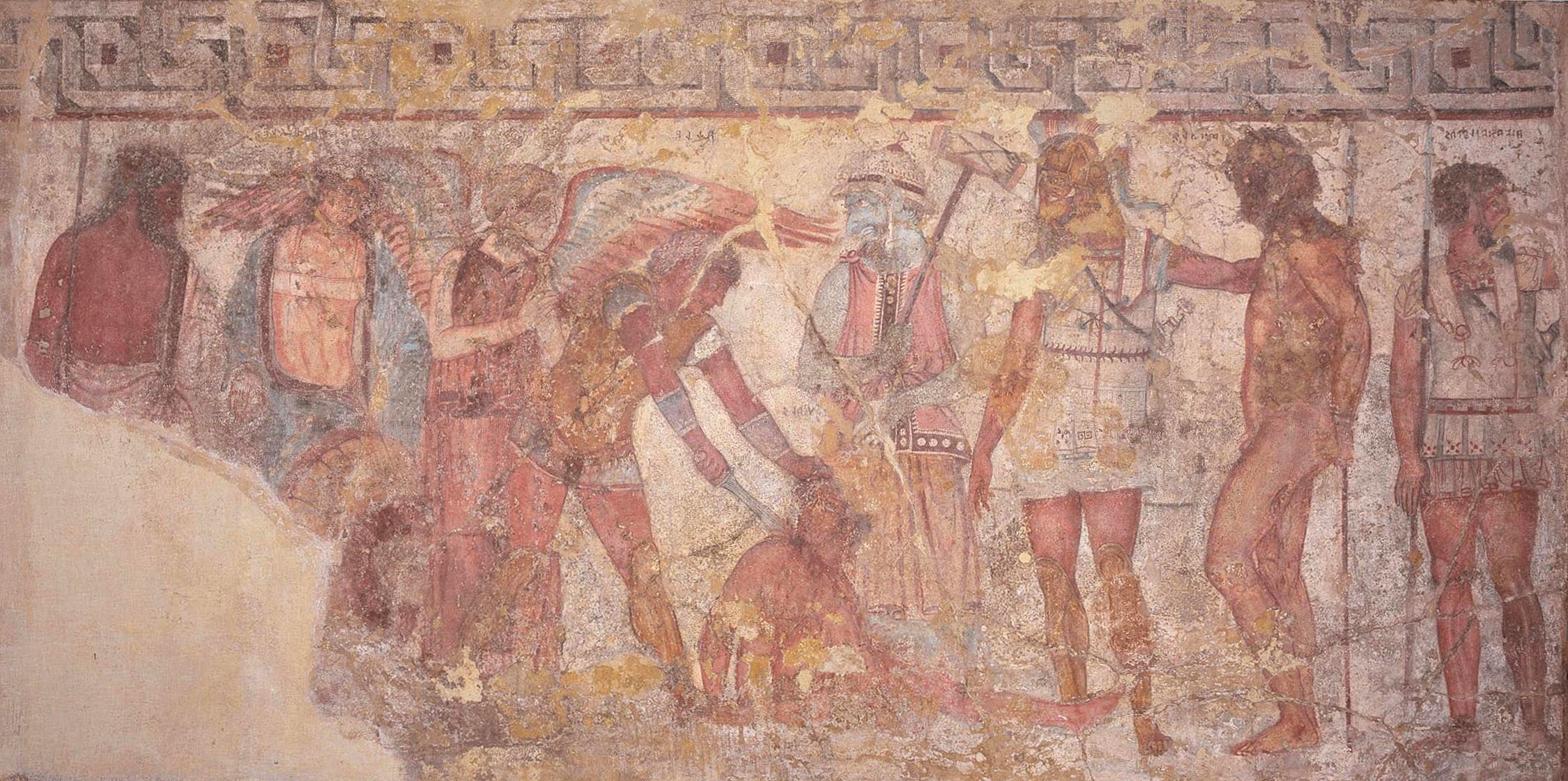
Sacrificio di prigionieri troiani

Una scena mitica, legata al mito della guerra di Troia, rappresenta l'eroe greco Achille (Acle) che sacrifica prigionieri troiani in onore di Patroclo ucciso da Ettore. Achille è rappresentato con ai lati le divinità etrusche dei morti Vanth e Charun, mentre affonda la spada nel collo di uno dei prigionieri.
Un'altra scena storica rappresenta invece vittorie dei vulcensi contro altri etruschi: volsiniesi, suanesi e sapinati. Nel medesimo affresco viene rappresentato anche Caile Vipinas liberato da Macstarna: su questo elemento si è concentrata l'attenzione degli storici.

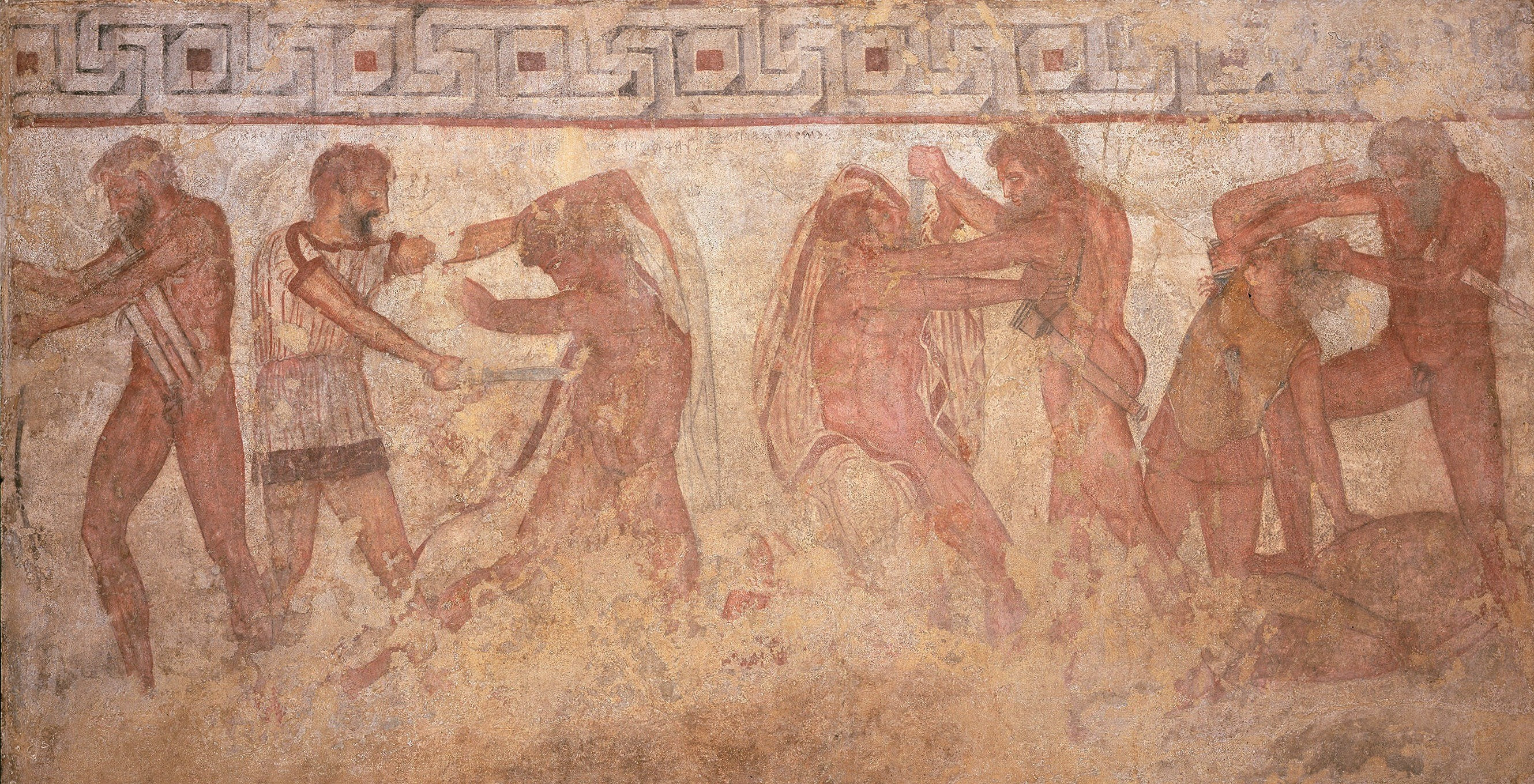
Scene di combattimento

Da sinistra: Caile Vipinas (Celio Vibenna) liberato da Macstrna (Mastarna, identificato con Servio Tullio); Larth Ulthes uccide Laris Papathnas Velznach (= di Velzn, ossia Volsinii); Pesna Aremsnas Sveamach (= di Sveam, ossia Sovana) viene ucciso da Rasce; Venthi Caules […] Plsachs (= di Pls (?), incompleta, forse di Salpino, o di Falerii, centri dell'Etruria meridionale) è, invece, ucciso da Aule Vipienas (Aulo Vibenna). Secondo un'antica tradizione, di cui veniamo a conoscenza grazie a un famoso discorso tenuto dall'imperatore "etruscologo" Claudio in Senato (riportato nelle tavole di bronzo di Lione), parte della rappresentazione si identificherebbe con la figura leggendaria del sesto re di Roma, Servio Tullio-Mastarna (o anche Macstarna), sodale di Celio Vibenna, condottiero etrusco impegnato in spedizioni di conquista in Etruria e nei territori circostanti, e rifugiatisi, al termine di alterne vicende belliche, sul Monte Celio a Roma. Mastarna avrebbe poi ottenuto il regno e cambiato il proprio nome etrusco, assumendo quello latino di Servio Tullio. Si può tuttavia giungere anche alla conclusione che il nome Mastarna (Macstrna) fosse soltanto il titolo con il quale Servio Tullio veniva chiamato in battaglia: non sarebbe impossibile infatti intravedere nella parola mastarna la radice di magister ("maestro"), cioè, in questo caso, comandante della cavalleria etrusca. Secondo Massimo Pallottino (Origini e storia primitiva di Roma) Mastarna sarebbe il "sodale" di Celio Vibenna (Caile Vipinas), perché il suffisso -na indica appartenenza (Macstrna significherebbe quindi "appartenente al magister" se vera la corrispondenza macstr = magister). Dopo la conquista di Roma e la morte di Celio Vibenna, Mastarna entrò in contrasto con Aulo Vibenna, fratello di Celio, e infine lo uccise, restando unico padrone della città.
La scena sulla parete successiva a destra, forse collegata alla precedente, raffigura Marce Camitlnas (secondo alcuni un Marco Camillo) in atteggiamento minaccioso verso Cnaeve Tarchunies Rumach (verosimilmente Gneo Tarquinio di Roma).

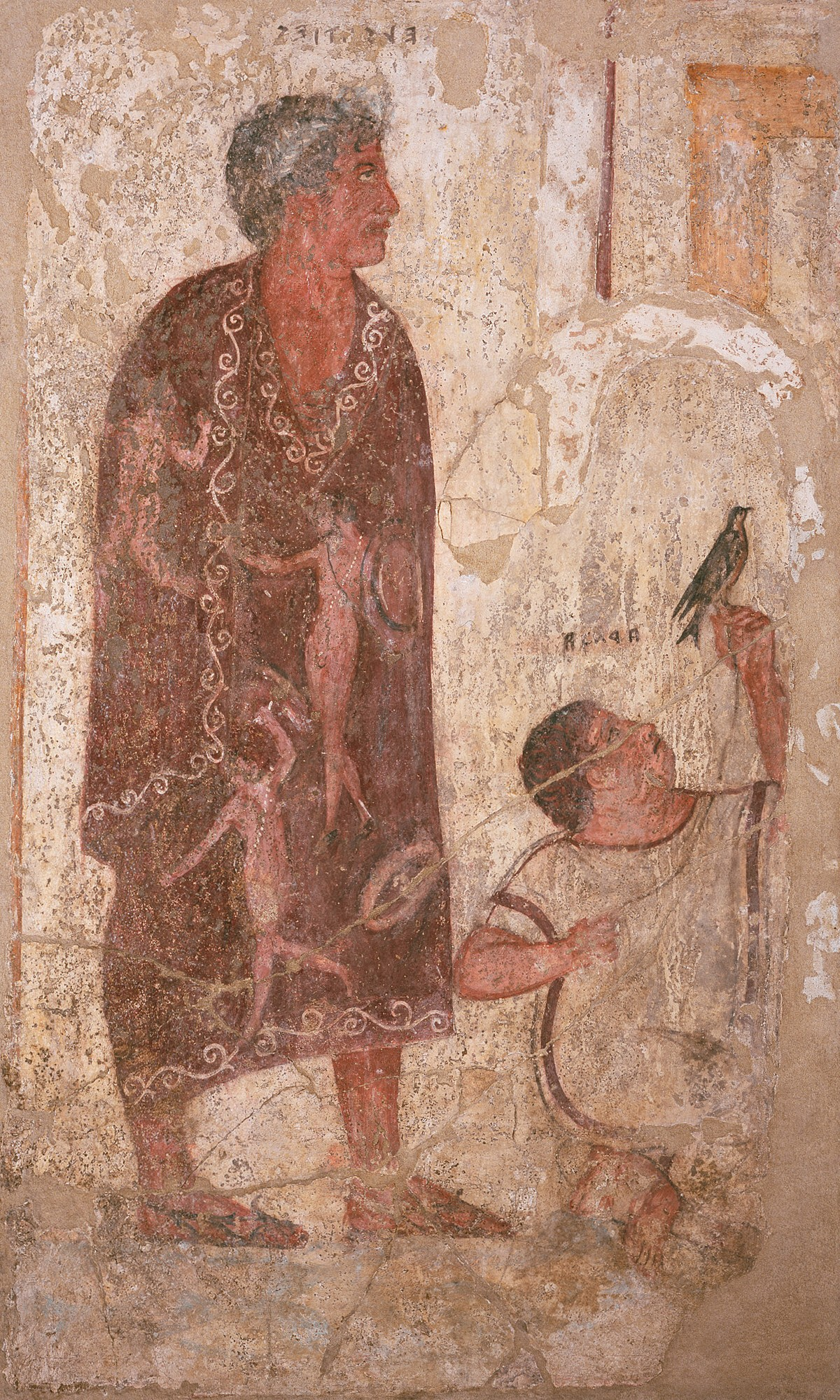
Vel Saties e Arnza

Negli affreschi figura anche Vel Saties, probabilmente il committente della tomba, rappresentato mentre si appresta a trarre gli auspici dal volo di un uccello, trattenuto dall'assistente Arnza: Vel Saties è raffigurato con l'abbigliamento trionfale etrusco (toga picta e corona d'alloro).
Riproduzioni ottocentesche di Carlo Ruspi

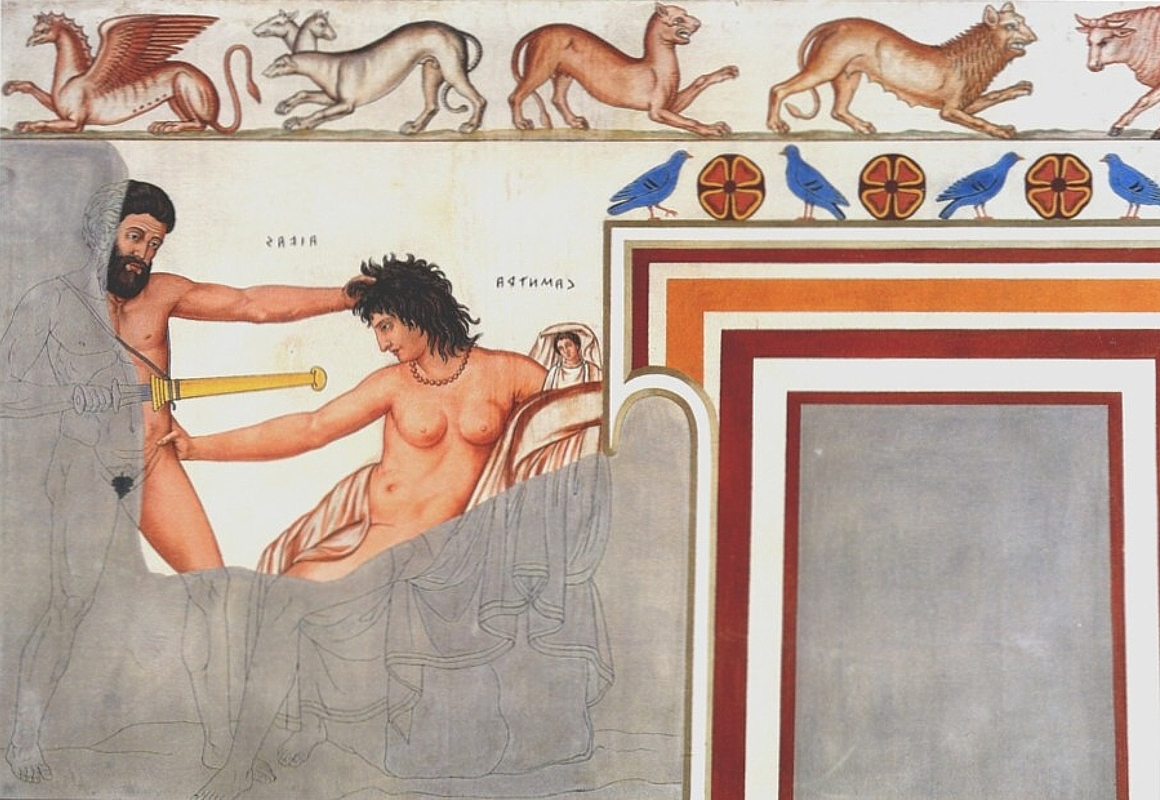
Aiace Oileo e Cassandra
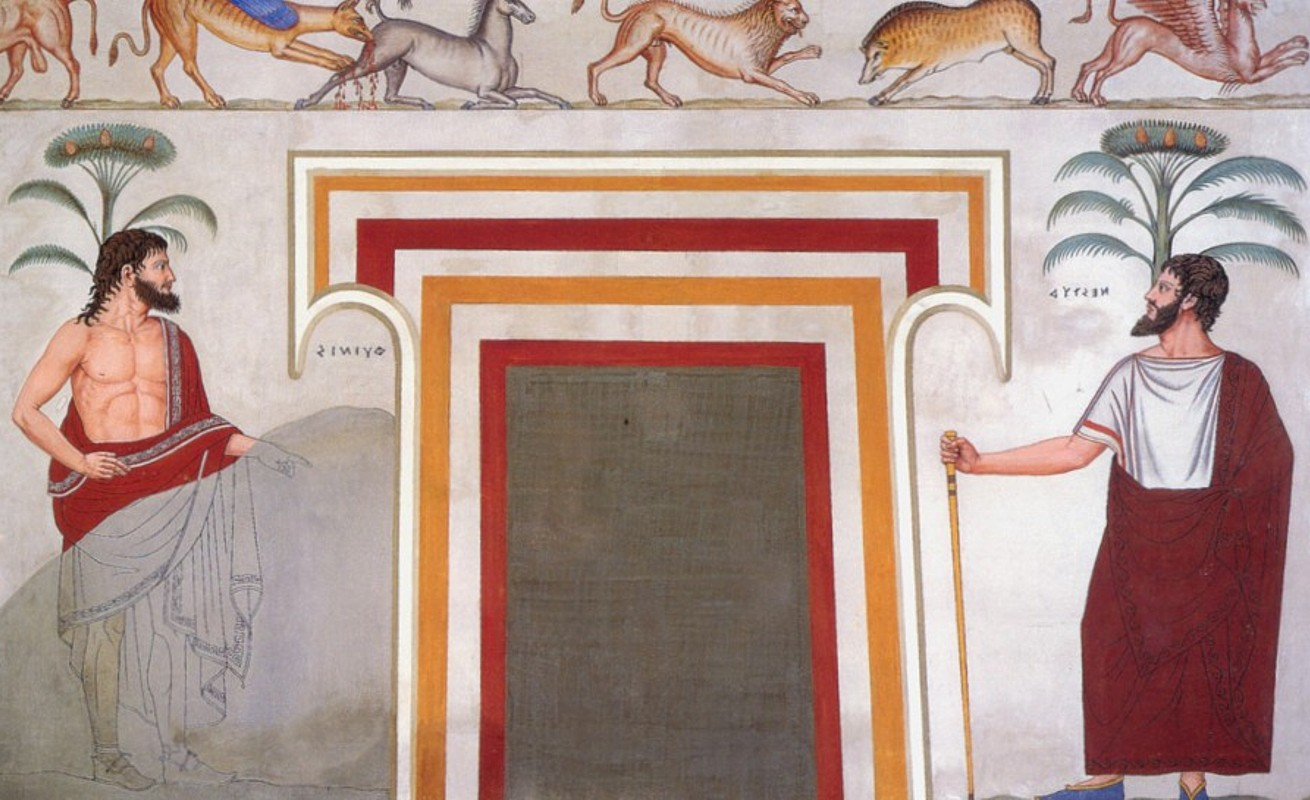
Fenice e Nestore
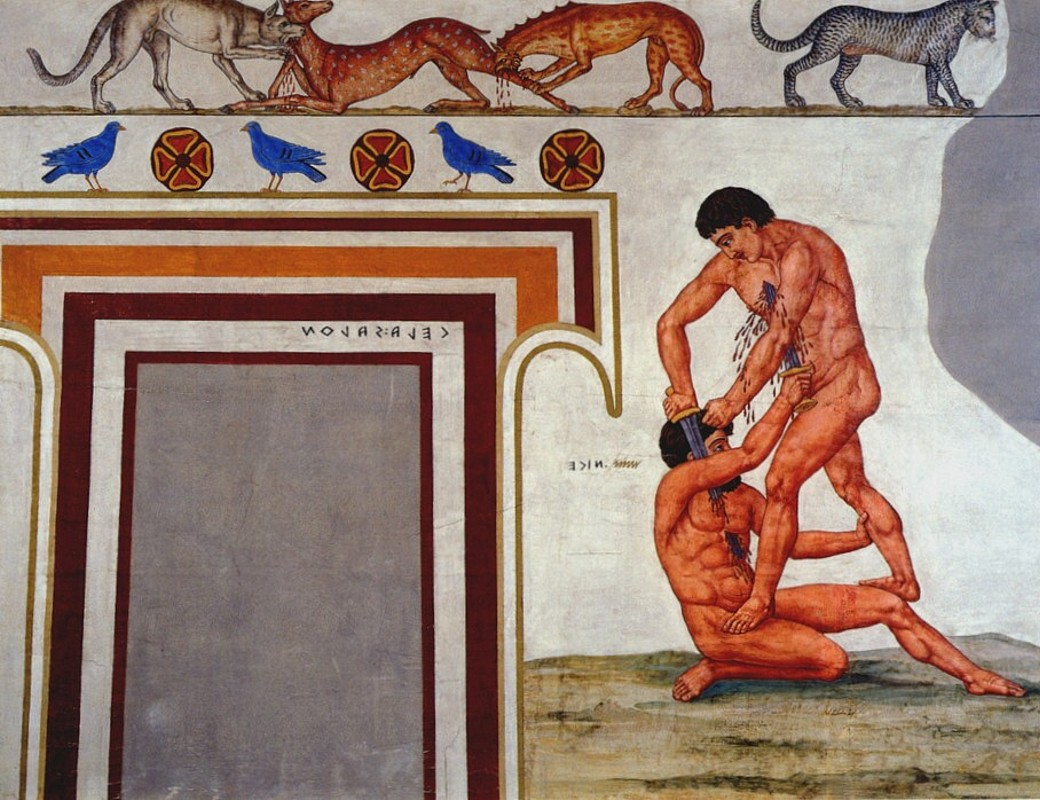
Eteocle e Polinice
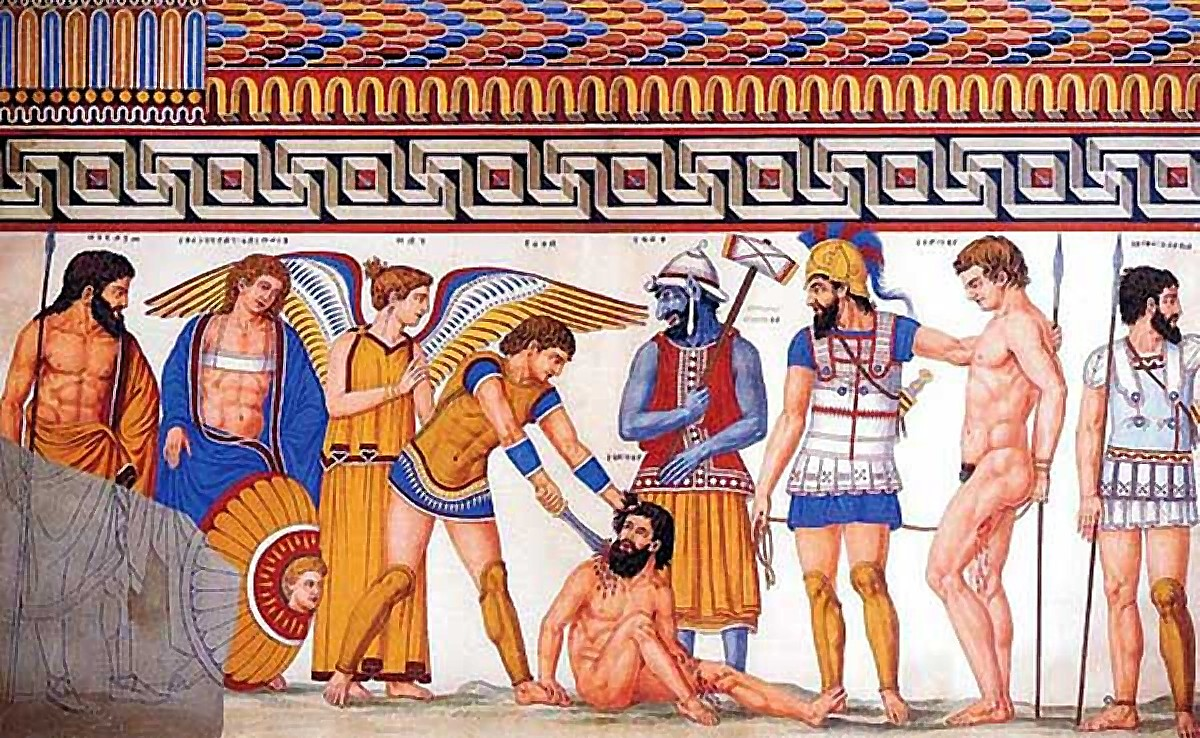
Sacrificio di prigionieri troiani
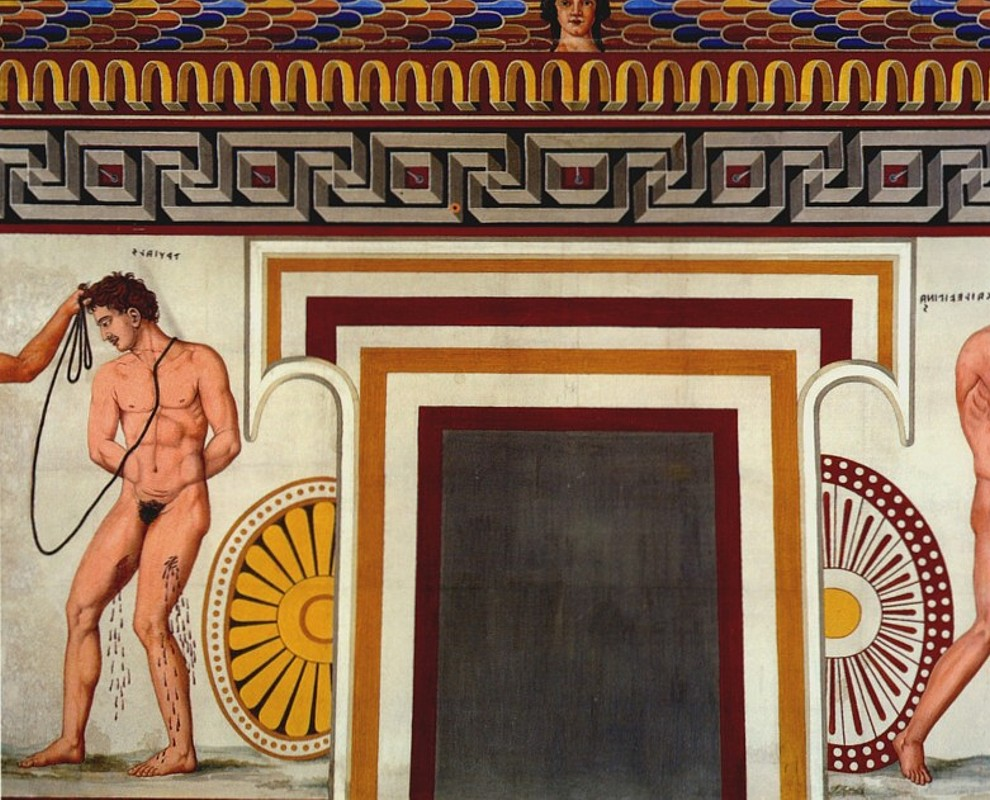
Prigioniero troiano (a sinistra) e Caele Vipinas (non visibile, a destra)
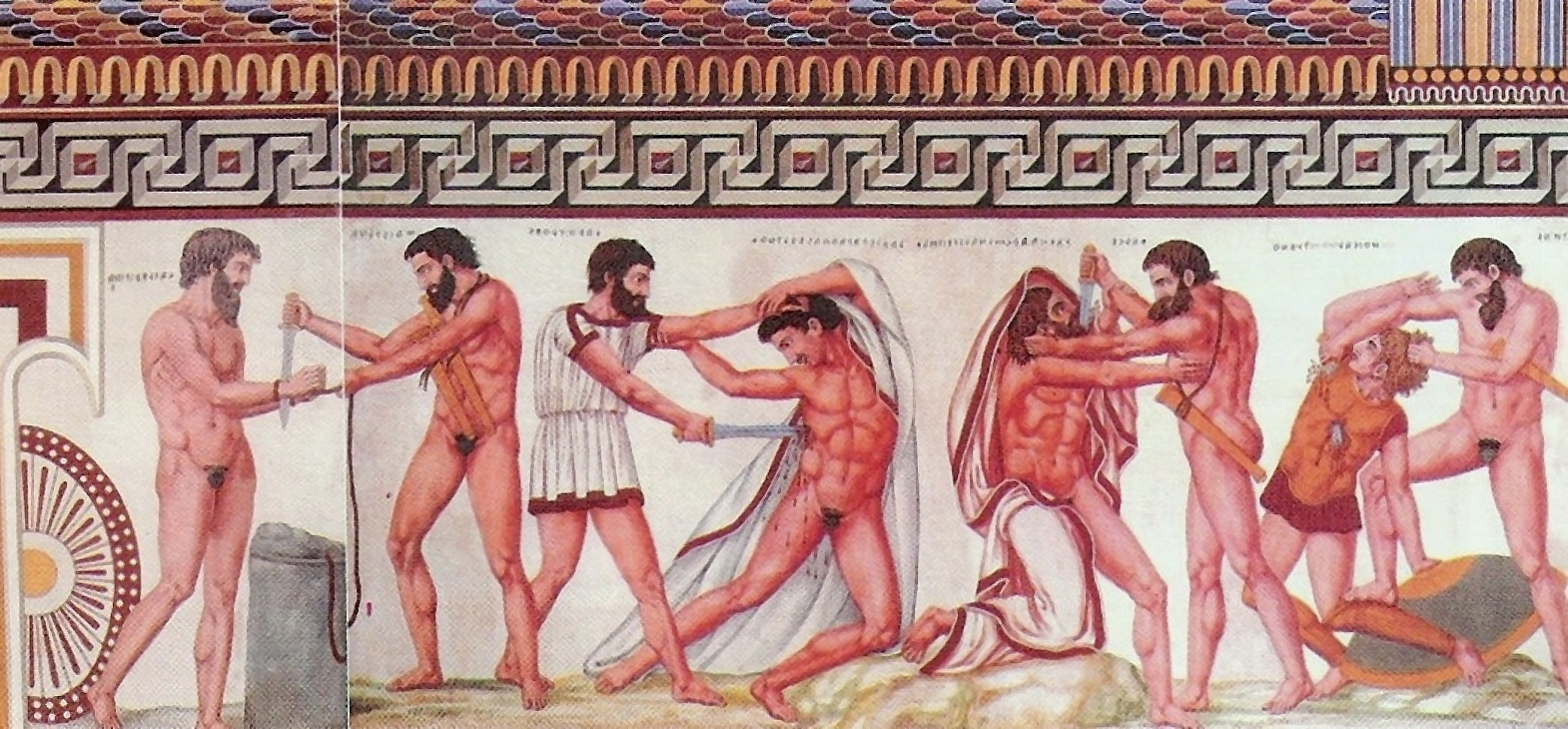
Macstrna libera Caele Vipinas (estrema sinistra) e combattimento
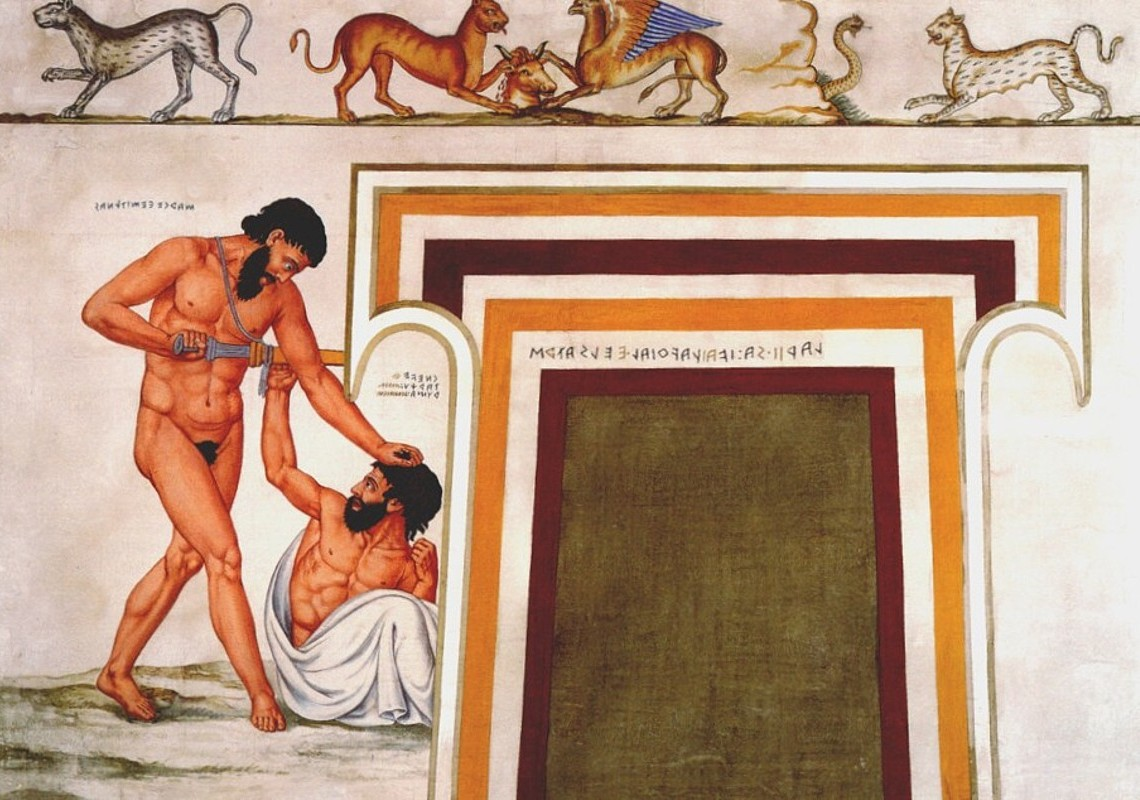
Camitlnas e Tarchunies
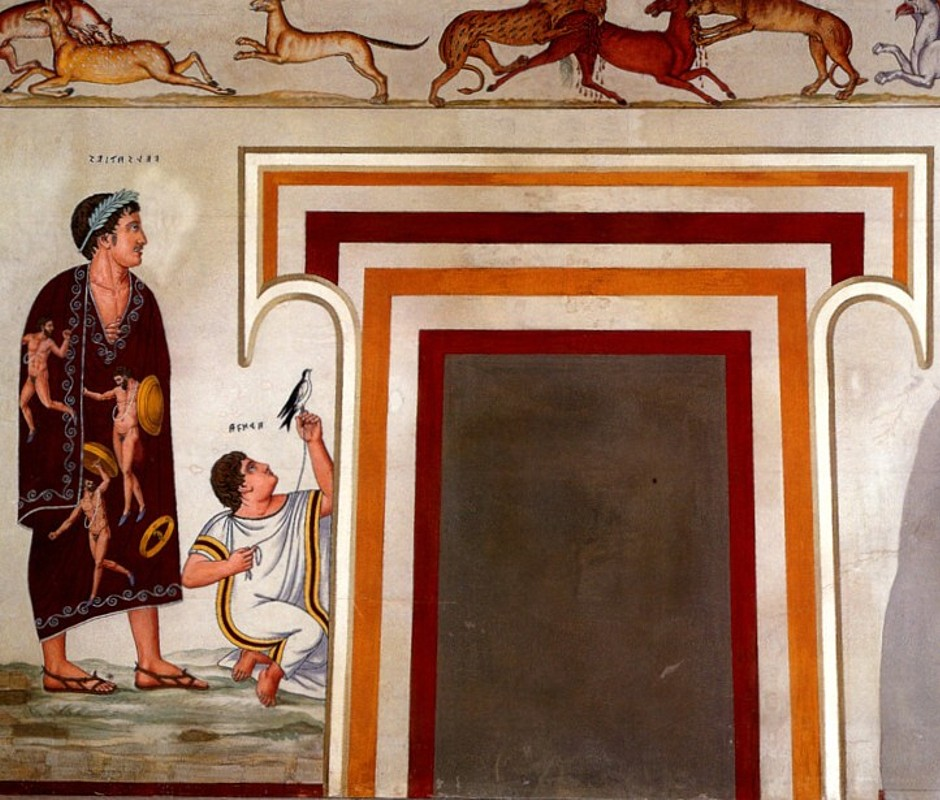
Vel Saties e Arnza
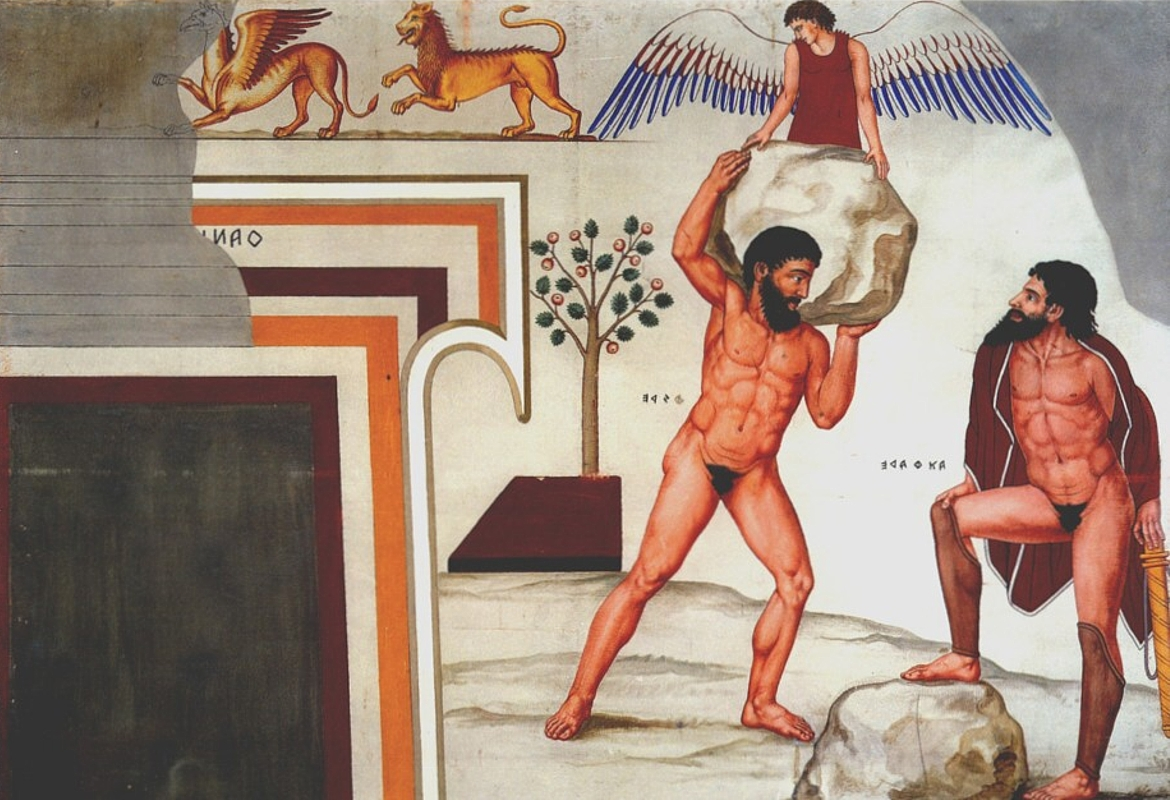
Sisifo e Anfiarao